# Trachylepis sulcata
Trachylepis sulcata (західний скельний сцинк) — вид сцинкоподібних ящірок родини сцинкових (Scincidae). Мешкає в Південній Африці.

## Підвиди
Виділяють два підвиди:
- Trachylepis sulcata ansorgii (Boulenger, 1907);
- Trachylepis sulcata sulcata (Peters, 1867).

## Поширення і екологія
Західні скельні сцинки мешкають на південному заході Анголи, в Намібії і Південно-Африканській Республіці. Вони живуть в сухих саванах, напівпустелях і пустищах кару, трапляються серед скель, на висоті до 1000 м над рівнем моря.